# Fortaleza da Solidão
Fortaleza da Solidão é um local fictício dos quadrinhos da DC Comics, que serve como quartel-general para Superman e seus artefatos de Krypton. Tradicionalmente, ela se posiciona em algum ponto do Ártico. No interior, há estátuas de Jor-El e Lara, segurando um globo representando Krypton.

## Pré-Crise(Terra 2)
O Superman da Terra 2 tinha uma "Cidadela Secreta" que apareceu primariamente em Superman #17. Esta ficava nas montanhas de Metrópolis. Sua última aparição foi na recente Crise Infinita 2, apesar de oficialmente retirada da cronologia.

## Pré-Crise (Terra 1)

Action Comics #241 (1958): A primeira aparição do "Forte Superman"

O Superman da Terra 1 tinha a Fortaleza da Solidão no Ártico, que apareceu primariamente em Action Comics #241 (Junho 1958). Basicamente, por fora, parecia um grande portão, com seu interior sendo escavado nas montanhas geladas do ártico. Superman abria este portão com uma gigantesca chave que só personagens com super-força poderiam erguer. Artefatos e curiosidades inacreditáveis preenchiam esta versão da Fortaleza, que contava com um zoológico que continha toda sorte de espécie alien (muitas extintas), uma sala contendo estátuas de todos os seus amigos (incluindo uma de Clark Kent para enganar visitantes), uma sala de troféus (souvenirs conseguidos nas aventuras de Superman), a cidade engarrafada de Kandor, artefatos kryptonianos (como o Projetor da Zona Fantasma) e inventos criados por Superman (como o Supermóvel, os Super-robôs, e o Super-computador). Esta versão foi retirada da existência após Crise nas Infinitas Terras.

## Filmes de Superman
Nos filmes de Superman, ele criou a Fortaleza mediante jogar um cristal kryptoniano no Ártico. O cristal em contato com a água imediatamente criou uma tremenda construção a base de cristais.

## Pós-Crise
Quando John Byrne trabalhou na reformulação da origem de Superman em 1986, eliminou a existência da Fortaleza, referindo-se a identidade secreta de Clark Kent como já sendo do ponto de vista psicológico sua Fortaleza da Solidão. Mas uma versão física da Fortaleza seria criada alguns anos depois.
A versão Pós-Crise da Fortaleza foi criada na Antártida pelo artefato kryptoniano conhecido como Erradicador em Adventures of Superman #461 (Dezembro 1989). Não contendo tantos aparatos quanto sua versão Pré-Crise, ainda assim, uma verdadeira maravilha tecnológica.
A Fortaleza era assistida por robôs kryptonianos (não se pareciam com humanos), e continha trajes de batalha da Terceira Era de Krypton.
A Fortaleza foi tragada na Zona Fantasma por Dominus, vilão que podia mexer com o continuum espaço-tempo.
Ela foi reposta posteriormente nos Andes, mas foi destruída por Mulher-Maravilha. A última versão da Fortaleza foi construída por Superman nas Montanhas Del Condor, entre o Equador e o Peru.

## Em outras mídias.
A Fortaleza da Solidão é um dos cenários da segunda temporada de Supergirl.
No episódio 19 da primeira temporada de Supergirl, Kara vai até a Fortaleza da Solidão, em busca de conselho contra Myriad.
No episódio 15 da primeira temporada de Supergirl, ela vai com James (Jimmy Olsen) até a Fortaleza da Solidão de seu primo para conseguir uma forma de derrotar Braniac. Para entrar na fortaleza ela teve que usar uma chave de várias toneladas que só quem tem superforça usa. Ela vê a Fortaleza da Solidão como um museu kriptoniano.
Na série Smallville a fortaleza da solidão aparece em vários episódios e é lá onde clark mantém contato com seu pai Jor-El.
No episódio "Para Um Homem Que Já Tem Tudo" episódio 2 de Liga da justiça Sem Limites Superman, Batman e Mulher-Maravilha travam uma luta contra Mongo na Fortaleza da Solidão.
Na série Superman: The Animated Series, na primeira temporada, episódio 8, Superman simplesmente aparece em uma gruta sob o gelo, que acredita-se ser no Ártico, porém isso só fica claro adiante. A entrada é subterrânea, fica abaixo do gelo, é preciso um mergulho profundo nas águas gélidas para atingir a passagem.
Ele usa a gruta primeiramente para esconder uma esfera (episódio 8, 1ª temporada, "Stolen Memories") que ele resgata da nave de Brainiac, orbe esse que contém todo o conhecimento do planeta Krypton, coletado por Brainiac. Junto com a esfera,  ele guarda um equipamento que estava dentro da nave que o trouxera a terra (1ª temporada, episódio 2, "The Last Son of Krypton: Part II"), que contém uma última mensagem de seus pais kriptonianos. Também, no episódio 10 da 1ª temporada ("The Main Man: Part II"), ele resgata uma série de espécimes únicos de animais extintos, que estavam aprisionados em um ambiente que simulava seu habitat natural, na nave do Preservador, e os guarda também na fortaleza. 
No episódio 2 da 2ª temporada ("Blasts From the Past: Part II"), ele leva o Professor Emil Hamilton, dos Laboratórios S.T.A.R.S., para visitar a caverna e conhecer um pouco da tecnologia kriptoniana, em virtude da necessidade de se construir um novo projetor para a Zona Fantasma, por conta da libertação de dois kriptonianos, Mala e Jax-Ur, que estavam presos na zona fantasma e, logo que soltos por Superman (que buscava sobreviventes de Krypton, e soltou apena Mala, ela depois se encarregou de libertar Jax-Ur), se rebelaram. 
Nessa ocasião de visita, logo após Superman comentar que usa o lugar para ficar sozinho algumas vezes, o professor comenta: "Se alguém merece sua própria fortaleza da solidão, esse alguém é você". Tal frase leva Superman a um rápido instante de introspecção. Daí em diante, na série, ele se refere algumas vezes ao lugar como Fortaleza da Solidão.
No episódio 20 da 2ª temporada ("Bizzaro's Word"), a repórter fofoqueira Angela Chen do Metropolis Edition Channel 3, ao falar sobre o prof. Hamilton, revela que "rumores dão conta que ele já esteve até no esconderijo secreto do Superman, uma fortaleza misteriosa próximo ao Polo Norte". Essa notícia atrai o clone do Superman, Bizarro, para a fortaleza, e este se encanta com os espécimes escondidos e com a beleza das memórias de Krypton, e acaba achando que é o próprio Kal-El. Daí resolve "remodelar" Krypton na Terra. Bizarro só é parado por Superman quando esse o convence a habitar e proteger um planeta vazio semelhante a Krypton.